# Орунмила
Орунмила (йоруба Ọ̀rúnmìlà; Orúnmila; Orunmilá; Orúnla; Orúla) — в религии африканского народа йоруба первозданный дух (ориша), эманация единого бога Олодумаре (Творца); бог гадания, мудрости и судьбы; покровитель культа Ифа (на языке йоруба Ifà).
Символом Орунмила является улитка. Цвета — жёлтый и зелёный.

## Культ
Согласно легендам, Орунмила был свидетелем сотворения мира. Он появился на земле в районе современного города Ифе — древнейшем из городов-государств йоруба, их священном центре. Однако потом он переселился в окрестности современного город Ада. Там он посадил на скале орех, из которого сразу выросло шестнадцать деревьев, от которых по легенде и произошел народ йоруба.
Орунмила занимал высокое место в пантеоне богов народа йоруба. Орунмила являлся посредником между людьми и верховным богом Олодумаре (Творцом) в мифологии йоруба. Богу Орунмиле присущи мудрость, мораль, защита от деструктивных сил и смерти. Он невидимо наблюдает как за беременностью, присутствуя при каждом рождении человека, так и за ростом детей. Он — ориша, предсказывающий будущее и отвечающий за судьбу человека; знает обо всех скрытых вещах и способен изменять судьбы людей.
Культ Ифы приобрёл у йоруба очень большое значение. Его жрецы считались главными среди других. К ним обращались за советом, прежде чем начать войну или пойти на примирение, приступить к строительству дома, в случае бездетности и тому подобных случаях. Орунмила связывается с людьми через оракулов и бабалаво и даёт им советы в решении их проблем. Существуют специальные предсказательные техники: Оби Абата, Цепь Опеле и Священные орехи Икин. Орунмилу называют богом кокосовых орехов, поскольку ими пользуются при гадании. Все предсказания записываются.
В честь этого бога устраивали ежегодные праздники.